# Rafael Derby
A Derby aktív lokátoros önirányítású, közép-hatótávolságú légiharc-rakéta, amelyet az izraeli RAFAEL vállalat hozott létre a Python 4 továbbfejlesztésével az 1990-es évek végén. Sok szerkezeti eleme megegyezik az elődével, de a rakétahajtóművet, a nagyobb hatótávolság elérése céljából, megnövelték. Földi indítású légvédelmi változat is létezik. Az erre a rakétára épülő légvédelmi rakétarendszer neve SPYDER és többek között Csehország is rendszeresítette. 
A rakéta fejlesztése Dél-Afrikával közösen történt, részben dél-afrikai pénzből. A közös program alapján fejlesztette ki Dél-Afrika saját R–Darter típusú rakétáját.

## Külső hivatkozások
- Derby – Az Israeli-Weapons.com cikke